# Голицын, Михаил Михайлович (1840)
Князь Михаи́л Миха́йлович Голи́цын (13 (25) июня 1840, Москва — 3 июня 1918, Петроград) — генерал от кавалерии (1912), генерал-адъютант (1909). С 1864 года был старшим представителем третьей линии Алексеевичей-Голицыных. Последний частный владелец подмосковной усадьбы Петровское.

## Биография
Родился 13 (25) июня 1840 года в семье князя Михаила Фёдоровича (1800—1873) и графини Луизы Барановой (1810—1887), дочери влиятельной при дворе Юлии Барановой. В семье росло ещё трое сыновей: Иван (1835—1896), Александр (1838—1919) и Владимир (1847—1932).
Получил домашнее образование. Позднее окончил Пажеский корпус. С 15 апреля 1849 года —паж.
В 1918 году был расстрелян в Петрограде во время Красного террора, но по сведениям метрической книги церкви Придворной Конюшенной части на 1918 год скончался от болезни почек и сердечной мышцы 3 июня 1918 года в Петрограде и был похоронен 7 июня в Московском Донском монастыре (ЦГИА СПб. Ф. 19. — Оп. 127. — Д. 3818. — Л. 201). Был погребён в склепе ликвидированной в начале 1930-х годов семейной часовни, стоявшей близ юго-западного угла трапезной Малого собора.

### Военная карьера
- 28 августа 1858 — на службе
- 19 мая 1860 — корнет лейб-гвардии Конного Полка
- 17 апреля 1863 — поручик
- 23 февраля 1865 — флигель-адъютант
- 16 апреля 1867 — штабс-ротмистр
- 30 августа 1869 — ротмистр
- 16 апреля 1872 — полковник
- 1877—1878 — принимал участие в русско-турецкой войне
- 15 мая 1883 — генерал-майор
- 1883—1893 — в отставке
- 6 декабря 1900 — генерал-лейтенант
- 29 марта 1909 — генерал-адъютант
- 6 декабря 1912 — генерал от кавалерии

### Служба при дворе
- 2 декабря 1891 — 31 января 1900 — состоял для особых поручений при московском генерал-губернаторе
- 2 июля 1901 — 24 марта 1909 — гофмейстер двора великого князя Владимира Александровича
- 12 июня 1901 — после 10 июля 1916 — почётный опекун Опекунского Совета учреждений Императрицы Марии по Санкт-Петербургскому присутствию.
- 24—29 марта 1909 — гофмейстер двора великой княгини Марии Павловны
- 29 марта 1909—1917 — исполняющий обязанности заведующего двором великой княгини Марии Павловны

## Награды
Российской Империи:
- Орден Святой Анны 3-й ст. (1867)[1]
- Орден Святого Станислава 2-й ст. (1871)[1]
- Имп. корона к Ордену Святого Станислава 2-й ст. (1873)[1]
- Орден Святого Владимира 4-й ст. (1876)[1]
- Золотое оружие «За храбрость» (1877)[1]
- Орден Святой Анны 2-й ст. (1879)[1]
- Орден Святого Владимира 3-й ст. (1983)[1]
- Орден Святого Станислава 1-й ст. (1893)[1]
- Орден Святой Анны 1-й ст. (1896)[1]
- Орден Святого Владимира 2-й ст. (1902)[1]
- Орден Белого Орла (1905)[1]
- Орден Святого Александра Невского (29.03.1909)[1]
- Бриллиантовые знаки к Ордену Святого Александра Невского (06.05.1916).

Иностранных государств:
- Австрийский орден Леопольда 2-й ст. (1874, Австро-Венгрия)[1]
- Орден Данеброг командорский крест 1-го класса (1876, королевство Дания)[1]
- Орден Вендской короны 3-й ст. (1880, великое герцогство Мекленбург-Шверин)[1]
- Орден Красного орла 2-й ст. (1880, королевство Пруссия)[1]
- Орден Бухарский Золотой Звезды 1-й ст. (1896)[1]
- Орден Звезды Румынии большой крест (1908, королевство Румыния)[1]
- Орден Спасителя 1-й ст. (1909, королевство Греция)[1]
- Орден «За военные заслуги» 1-й ст. (1909, царство Болгария)[1]
- Орден Грифона 1-й ст. (1909, великое герцогство Мекленбург-Шверин)[1]
- Орден Генриха Льва 1-й ст. (1909, герцогство Брауншвейг)[1]

## Брак и дети

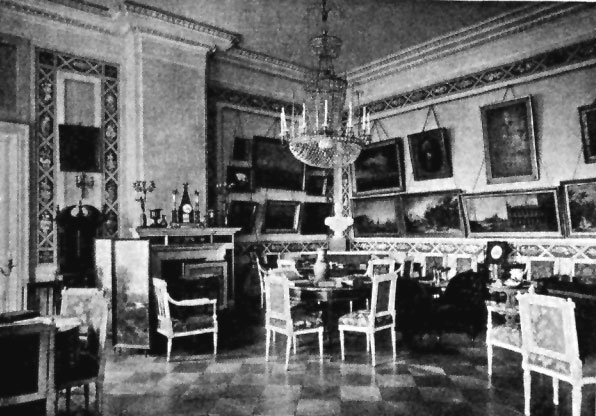
Красная гостиная усадьбы Петровское

Князь Михаил Михайлович женился на балерине Матильде Николаевне Мадаевой (1842—1889). В браке родилась дочь:
- Надежда (1866—1920) — не замужем.

## История
Одним из увлечений князя Михаила Михайловича были исторические исследования. В 1897 году он составил родословие князей Голицыных. В 1912 году в серии «Русские усадьбы» вышла книга Голицына «Петровское», посвящённая владельцам села с XVI века. Первой книгой в этой серии стала книга графа П. С. Шереметева «Вяземы».

## Благотворительность
Князь Михаил Голицын унаследовал имение «Петровское». В усадьбе он устроил амбулаторию и приют для неизлечимо больных. В 1916 году было построено новое здание школы. Благодаря Голицыну были созданы потребительское общество и кредитное товарищество.